# Atacul de la Prekaz
Atacul de la Prekaz a fost o operațiune încheiată cu succes a Poliției sârbe începută pe 5 martie 1998. În timpul operațiunii liderul Armatei de Eliberare din Kosovo, Adem Jashari împreună cu fratele său, Hamëz Jashari, de asemenea membru al UÇK, au fost uciși alături de alți 60 de albanezi din Kosovo.

## Trecut
Pe data de 30 decembrie 1991, când Adem și Hamëz Jashari se aflau acasă în Prekaz, poliția sârbă i-a încercuit într-o încercare nereușită pentru a-i aresta sau pentru a-i împușca. Au învins asediul, iar mai târziu au participat la câteva activități împotriva poliției și armatei sârbe. UÇK a fost declarată oficial organizație teroristă.
Ulterior, când începuse Războiul din Kosovo, Adem și Hamëz Jashari erau membrii ai Armatei de Eliberare din Kosovo care luptau împotriva forțelor poliției și armatei sârbe, cu scopul dobândirii independenței provinciei Kosovo față de Serbia.
La 28 februarie 1998 un grup de rebeli, condus de Adem Jashari, a atacat patrulele de poliție sârbă ucigând patru polițiști și alți doi răniți. În atac șaisprezece membri UÇK au fost uciși.

## Desfășurare operațiunii
În dimineața zilei de 5 martie 1998, UÇK a lansat un nou atac asupra poliției de patrulare din Donje Prekaze. În urma celui de-al doilea atac, poliția au ripostat puternic. Aceștia au început să atace membrii UÇK, iar ei au fost nevoiți să se retragă în adăpostul lui Jashari din sat.
Poliția sârbă a înconjurat grupul și le-a cerut să se predea, în timp ce toate celelalte persoane au fost obligate să părăsească locuința. Poliția le-a oferit două ore pentru a se conforma. Până în termenul limită zeci de civili au respectat ordinul și s-au răspândit în zone sigure.
După expirarea termenului limită, Jashari și grupare au răspuns prin deschidere focului de armă folosind arme grele - mortiere, mitraliere, grenade, arme automate și arme cu lunetă omorând doi și rănind trei polițiști.
Adem Jashari și-a ucis nepotul pentru ca aceasta să nu se predea poliției. Poliția sârbă a ripostat prin uciderea tuturor celor 38 de membri, inclusiv Adem Jashari și fratele său. În timpul atacului, 28 de civili au fost uciși.

## Urmări
Guvernul Serbiei și-a exprimat regretul pentru civilii uciși, susținând că forțele de ordine nu aveau informații despre prezența victimelor, iar membrii UÇK au fost vinovați deoarece nu le-a permis civililor să părăsească locuința.